# William Turner
Joseph Mallord William Turner (23. dubna 1775 v Covent Garden v Londýně – 19. prosince 1851 v londýnském Chelsea) byl anglický romantický malíř, kreslíř a grafik, jenž bývá pokládán za předchůdce impresionismu.Jeho nejoblíbenějšími náměty byly krajiny a mořské scenérie, přičemž jeho zvláštním zájmem bylo světlo a atmosféra.  Zanechal po sobě více než 550 olejomaleb, 2 000 akvarelů a 30 000 prací na papíře. 
Přestože byl ve své době pokládán za rozporuplnou osobnost, považujeme jej dnes za umělce, jemuž se podařilo, že se do té doby poměrně přehlížené krajinomalbě dostalo téhož uznání, jakému se u veřejnosti těšila malba historická.

## Život
Turner se narodil v londýnské čtvrti Covent Garden v bytě nad holičstvím, jež patřilo jeho otci.  Jeho matka trpěla po smrti dcery v roce 1783 značnými depresemi a projevy duševní poruchy. Možná právě proto byl malý William jako desetiletý poslán do rodiny svého strýce do Brentfordu západně od Londýna. Právě tam se u něj poprvé projevil zájem o kreslení a malování. O rok později začal navštěvovat školu v Margate na severovýchodě hrabství Kent. V době školní docházky nakreslil řadu kreseb, jež jeho otec vystavoval ve výloze svého holičství a prodával zájemcům z řad zákazníků. Kopíroval pro bohaté zákazníky obrazy mistrů a vybarvoval pro ně různé černobílé tisky. Od roku 1788 pracoval jako kreslič pro různé architekty, přičemž získal základy perspektivní malby. Jedním z jeho učitelů byl akvarelista Thomas Malton.
V roce 1789 byl ve svých čtrnácti letech na zkušební dobu přijat na Královskou akademii umění.  Příštího roku byl na každoroční výstavě v Akademii vystaven jeho akvarel Vyhlídka z arcibiskupského paláce v Lambethu. Byl to první oficiálně vystavený Turnerův obraz. V roce 1791 to byly již dva akvarely.  V následujících letech se jeho obrazy objevovaly na výstavách Akademie téměř pravidelně. V osmnácti letech obdržel stříbrnou plaketu Akademie za krajinomalbu. Začal se učit také technikám olejomalby a grafiky. Se spolužákem Thomasem Girtinem pořádali malířské výlety.   Od poloviny 90. let 18. století se ustálil na rutině, kterou si udržoval po většinu svého života: v létě cestoval a v zimních měsících pracoval v ateliéru.

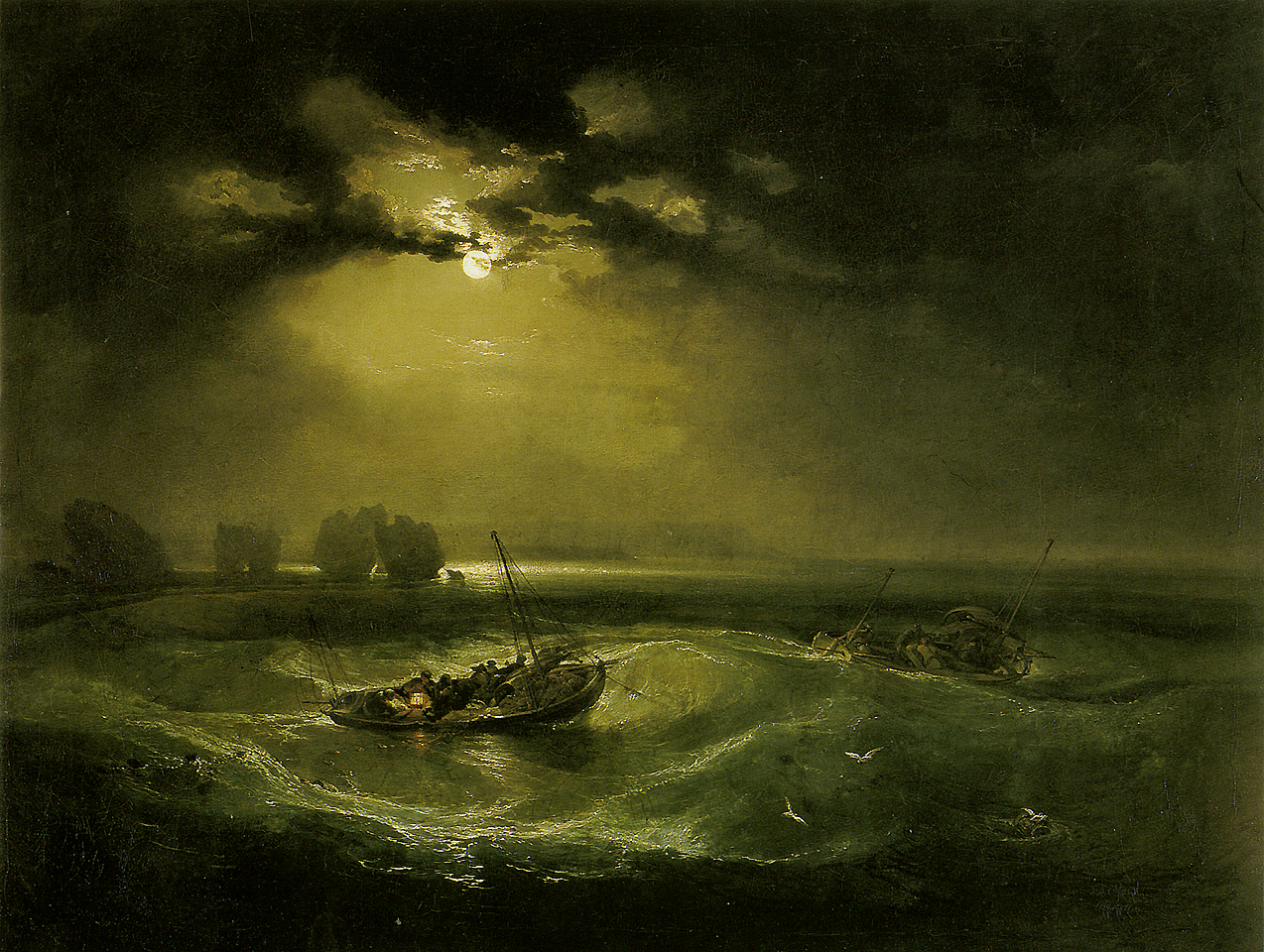
Rybáři na moři, 1796, olej na plátně, 91×122 cm, Londýn, The Tate Gallery

V roce 1796 vystavil svoji první olejomalbu Rybáři na moři. Dostával zakázky na grafické  práce od  bohatých příznivců umění ze Skotska a Walesu. Získával na popularitě a stával  se z něj zámožný muž. Roku 1799 byl jmenován přidruženým členem Královské akademie a o rok později  dokončil studium. Řádného členství, o něž léta usiloval, se dočkal v roce 1802. Zvolení do akademické rady na sebe nedalo dlouho čekat a v roce 1807 přišlo jmenování profesorem perspektivy na Akademii. Umělec však začal přednášet teprve v roce 1811. Příprava přednáškového cyklu, jenž zahrnoval nejen pravidla lineární perspektivy, ale zabýval se prostorovým zobrazením jako celkem včetně pojednání o způsobech členění pozadí, mu totiž zabrala několik let.  V letech 1807–1819 pracoval na Liber Studiorum, sérii  sedmdesáti  krajinných a přímořských kompozic publikovaných jako tisky v leptu a mezzotintě, v níž utřídil  malířská témata podle akademických kritérií. 
V roce 1804 zemřela Turnerova matka po pětiletém pobytu v psychiatrickém ústavu. Téhož roku  si vybudoval ve svém londýnském domě na Queen Anne Street  galerii, v níž začal vystavovat svá díla. O chod jeho domácnosti se staral až do své smrti roku 1829 jeho otec. Turner se neoženil, ale udržoval vztah s vdovou Sarah Danbyovou, které se v roce 1801 narodila dcera Evelyna a o deset let později druhá dcera Georgina. Turner se  k nim však nehlásil a není jisté, zda byl jejich otcem. Hannah Danbyová, neteř zesnulého manžela, byla Turnerovou hospodyní až do jeho smrti. 

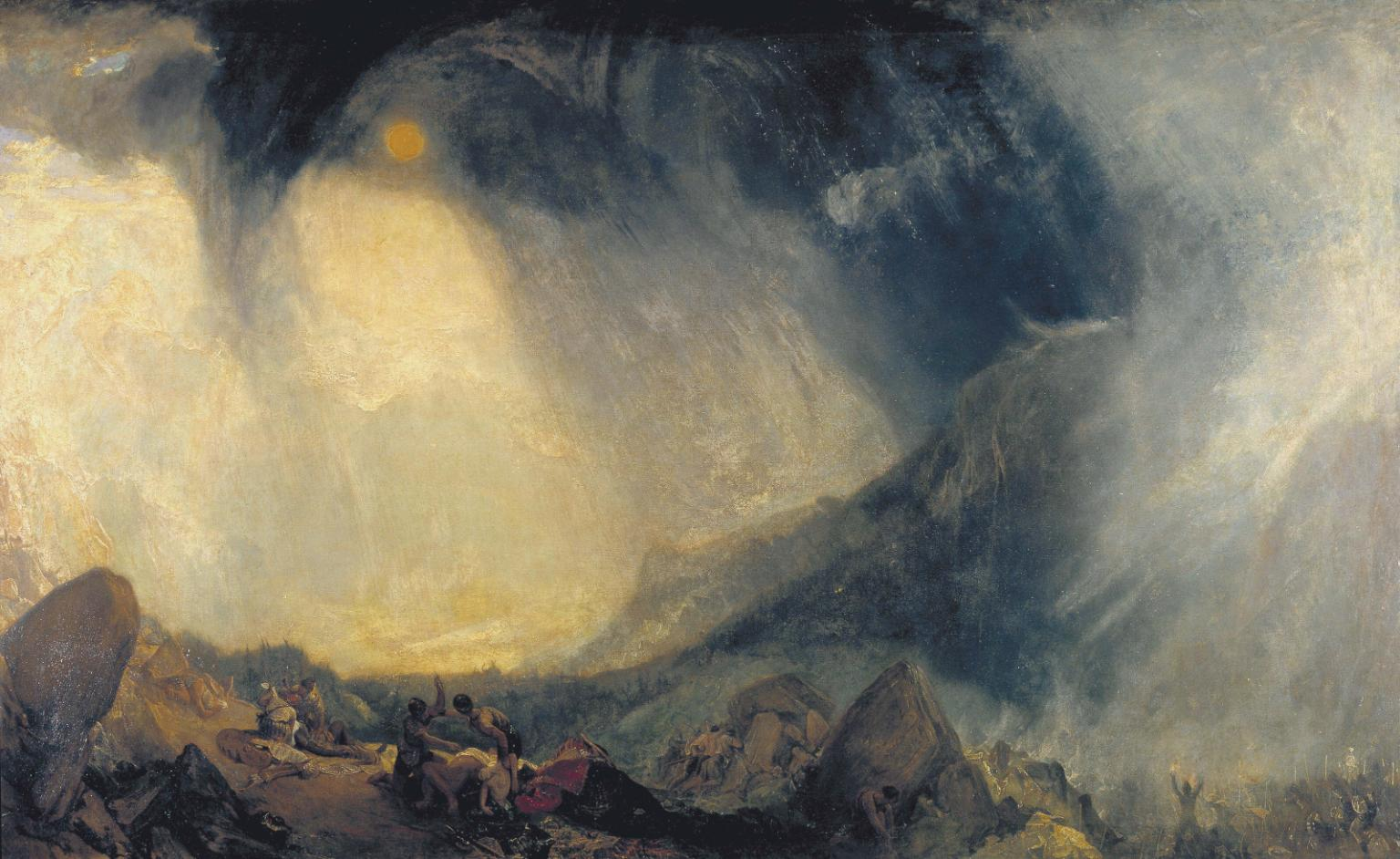
Sněhová bouře. Hannibal a jeho armáda překračují Alpy (olej, 1810–1812)

Turner hodně cestoval a na svých cestách sbíral podněty pro své obrazy. Kromě Anglie a Skotska se vydával i za kanál La Manche. Poprvé v roce 1802 navštívil s přáteli Paříž a švýcarské Alpy. V Louvru zhotovoval skici podle obrazů starých mistrů.   V letech 1817 a 1825 putoval po krajině podél kultovní německé řeky Rýna, roku 1819 navštívil poprvé Itálii, kam se v roce 1828 vrátil, a v roce 1821 se vydal poznávat Francii. Výsledkem těchto cest bylo takové množství obrazů, že byl v roce 1822 nucen svoji galerii značně rozšířit. Roku 1835 se opět vypravil do Benátek. Při cestě přes Berlín do Vídně se zastavil i v Praze.  V Anglii pobýval v letech 1808–1809 často u svého příznivce lorda Georga Egremonta  v Petworthu v západním Sussexu  a navštěvoval  přítele  Waltera Fawkese ve Farmley v yorkshirském hrabství. Zde vzniklo několik jeho významných maleb, jako Sněhová bouře–Hannibal a jeho armáda překračují Alpy. V roce 1814 se  Turner  stal spoluzakladatelem Všeobecného dobročinného spolku umělců, který pak po dlouhá léta podporoval. 
V pozdějších letech se z Turnera stával čím dál tím větší podivín. Kromě svého otce, s nímž žil po třicet let ve společné domácnosti a který mu vypomáhal i v ateliéru, měl jen hrstku přátel. Jako útočiště od londýnského uměleckého světu si vybudoval podle vlastního návrhu malý venkovský dům Sandycombe Lodge v Twickenhamu, který užíval v letech 1806 až 1827. Otcova smrt v roce 1829 umělce hluboce zasáhla a on se ještě víc stáhl do ústraní.  Kromě záležitostí spojených s Akademií, jež pro něj znamenala velmi mnoho, se postupně odřezával od společenského života. V pozdějších letech dokonce tajil svoji adresu a vydával se za někoho jiného. Často pobýval v  penzionu Sophie Caroline Boothové v Margate, které bylo v té době módním letoviskem.

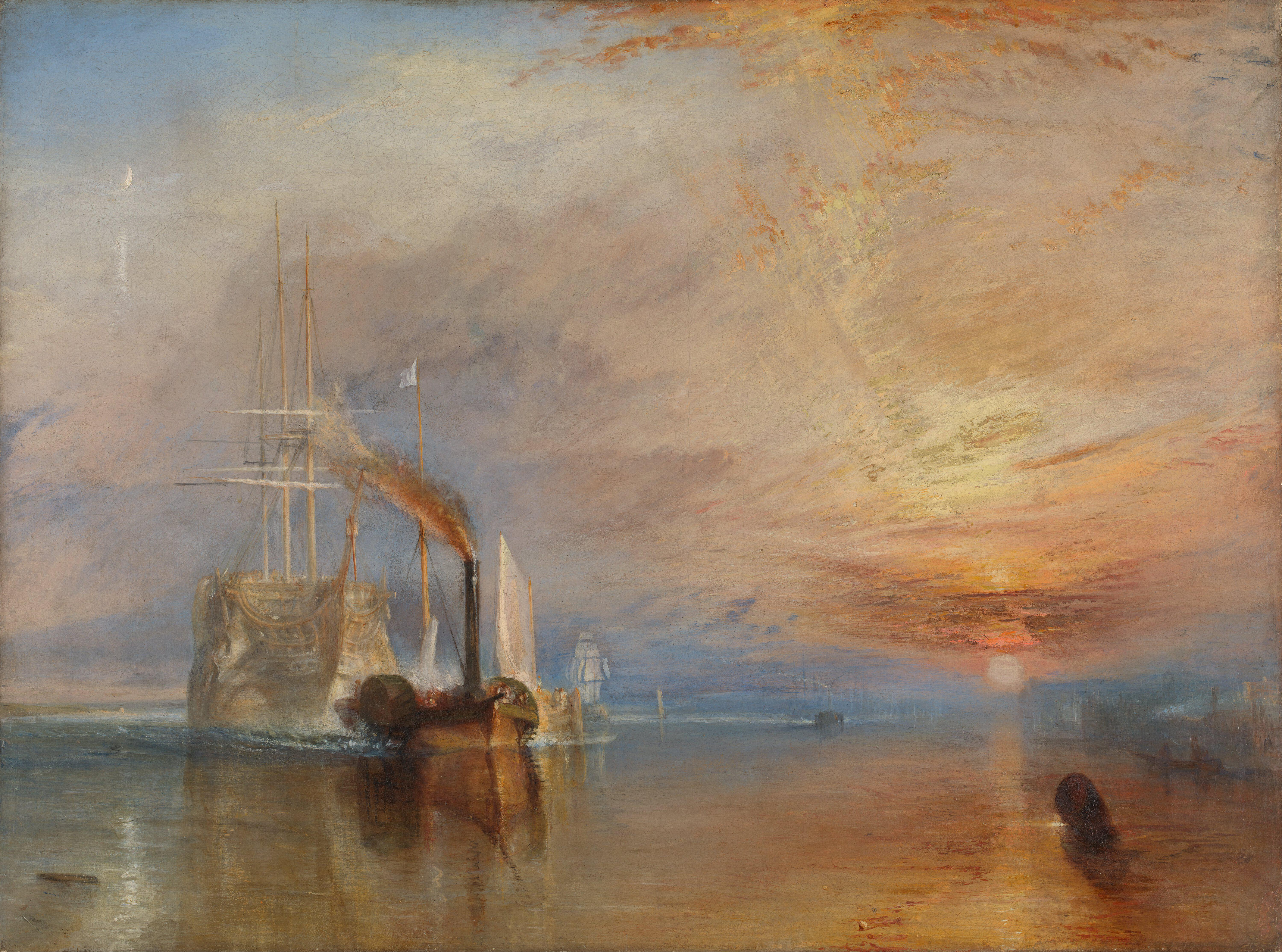
Válečná loď Téméraire je vlečena do svého posledního přístaviště, kde bude rozebrána, 1838, olej na plátně, 91×122 cm, Londýn, The National Gallery

V roce 1837 se vzdal přednášení na Královské akademii, načež v dalších letech opětovně navštívil Benátky, Švýcarsko, Tyrolsko a severní Itálii.    V roce 1838 vznikl jeden z jeho nejslavnějších obrazů Válečná loď Téméraire  je vlečena do svého posledního přístaviště, kde bude rozebrána. Mnohá díla Williama Turnera, zvláště z posledního období  umělcova života, však vyvolávala kontroverze a Královská akademie odmítala obrazy malované v tomto stylu vystavit. Naopak kritik John Ruskin byl velkým obdivovatelem a zastáncem jeho umění. 
Jeho posledními zahraničními cestami byly dvě krátké návštěvy Francie v roce 1845. Téhož roku byl jako nejstarší člen Královské akademie zvolen jejím auditorem. V roce 1847 byl v Národní galerii vystaven jeho první obraz  Dogano, San Giorgio, Citella, from the Steps of Europa, s motivem z Benátek. V následujícím období se značně zhoršil  umělcův zdravotní stav. Turnerova poslední výstava v Královské akademii se konala v roce 1850. 
Joseph Mallord William Turner zemřel 19. prosince 1851 v domě své přítelkyně Sophie Caroliny Boothové v Chelsea, kde v posledních letech pobýval. Jeho poslední slova prý zněla: „Slunce je Bůh.“  Na svoji žádost byl pohřben v katedrále sv. Pavla v Londýně.
Své obrazy odkázal britským národům. Pozůstalost zahrnuje na 300 olejomaleb a několik tisíc skic a akvarelů. Velké množství z nich je nyní umístěno v Tate Gallery v Londýně.  Část Turnerova jmění připadla z rozhodnutí soudu jeho bratrancům, zbytek  Královské akademii umění na podporu umělců. 
V Británii je od roku 1984  každoročně  udělována Turnerova cena  umělcům do 50 let. V roce 1975 byla v Londýně založena  Turnerova společnost, která se věnuje péči o jeho odkaz. 

## Tvorba
Turner začínal jako akvarelista, olejem začal malovat až od roku 1796. Maloval krajiny v romantickém stylu, které zpočátku spojoval s historickými náměty a architekturou.  Později  do zobrazení krajiny vkládal své vlastní bezprostřední dojmy, hlavní důraz kladl na světlo a atmosféru. Jeho  styl s odvážným koloristickým pojetím s převahou oranžových, žlutých a modrých odstínů  vyvolal u veřejnosti i umělecké kritiky nepochopení. Říkalo se, že obrazy nejsou hotové, že jsou to pouhé studie kompozic a  barev.    V pozdním období ve  své malbě využíval stále volnější tahy štětce a jeho obrazy ztrácely na ostrosti v detailu.  Začal používat bílý podklad a s olejovou barvou pracoval spíše jako by to byl akvarel. Kvůli používání světlých tónů byl Turner a umělci s ním spojení nazýváni bílí malíři. 
Turner často své obrazy doprovázel verši, v rané tvorbě to byly verše z básní Jamese Thomsona, později Turnerovy vlastní. 

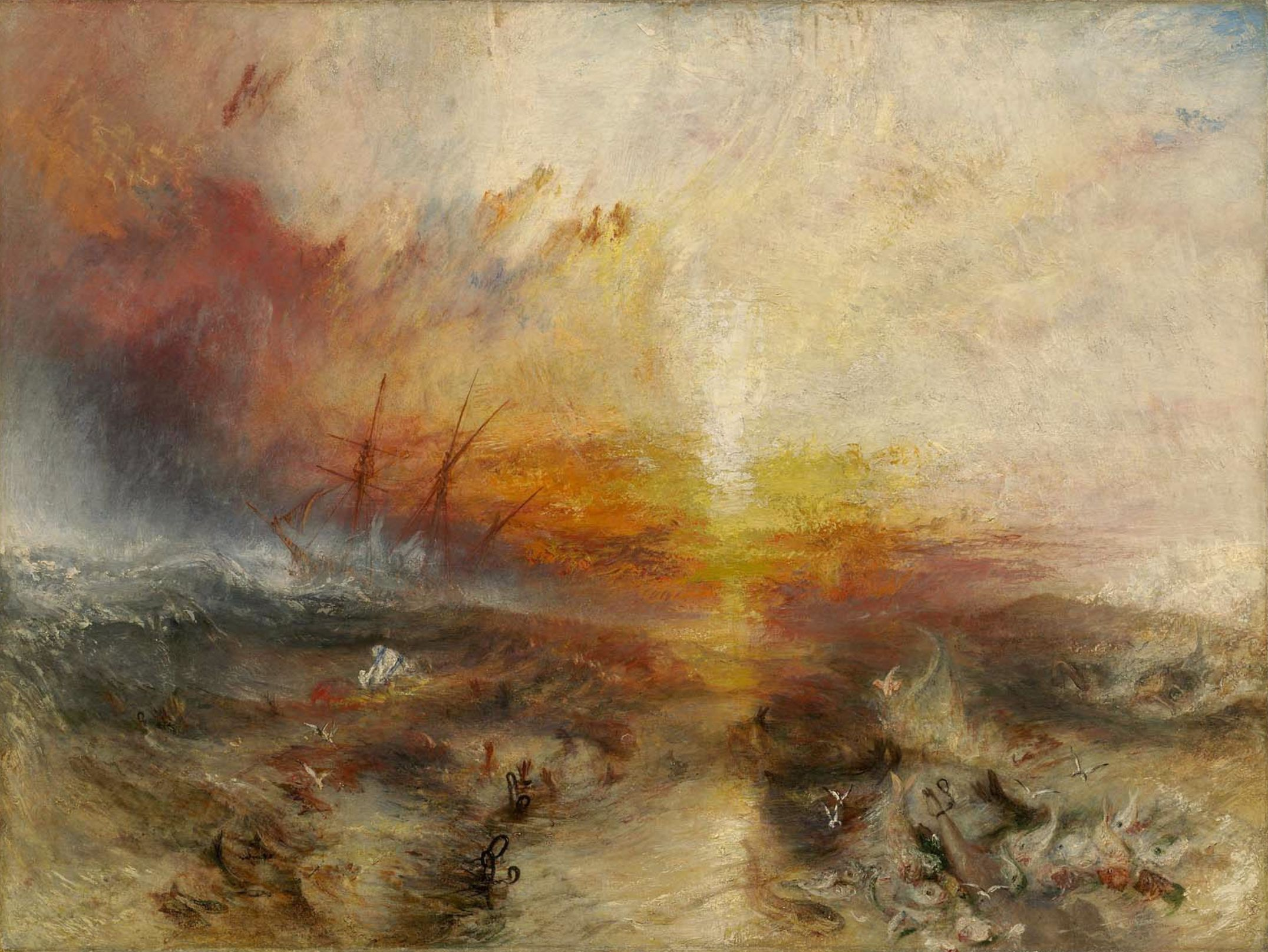
Otrokářská loď, 1840, olej na plátně, 90,8×122,6 cm, Boston, The Museum of Fine Arts

Turner hodně cestoval a na řadu míst se rád vracel. Tak si vypěstoval cit pro to, jak se nálada a vzhled určitého místa mění působením vlivů ovzduší. Častokrát opakovaně maloval stejné prostředí, aby tyto změny zachytil. Na svých cestách vytvářel skici, které  se staly základem pozdějších obrazů. Měl nesmírně rád slunce a snažil se je malovat tak jako nikdo před ním. Měl také rád vodu a často se vydával na plavby v malých rybářských lodích. Při jedné takové plavbě přes kanál La Manche ho zastihla bouře a loď se málem potopila. Jakmile přistáli, vytáhl svůj náčrtník a v dešti a ve větru začal rozbouřené moře kreslit. Později vznikl z této skici obraz Přístaviště v Calais (1803). Zobrazení živlů (bouře, laviny, vichřice, požáry) bylo důležitým námětem v jeho díle. 

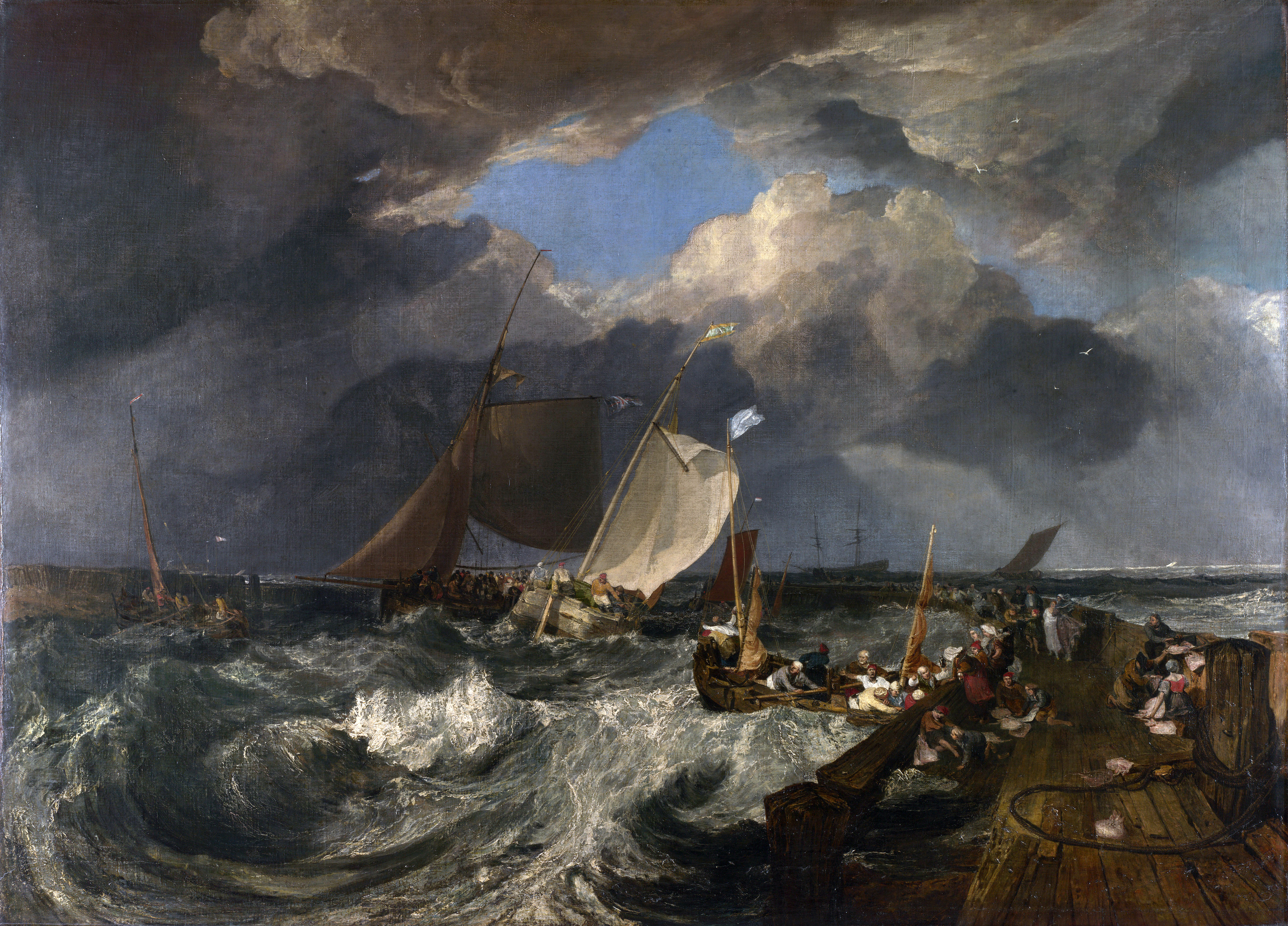
Přístaviště v Calais, 1803, olej na plátně, 172×240 cm, Londýn, The National Gallery

Známá je i historka, kdy se nechal od námořníků na parníku přivázat ke stěžni, aby mohl zakusit bouři na vlastní kůži. Výsledkem pak byl obraz Parník ve sněhové bouři (1842).  V tomto období  dosáhl vrcholu své tvorby. Vzniklo několik významných obrazů s motivy lodí na moři, např. Válečná loď Téméraire (1838) nebo  Otrokářská loď (1840). Svůj obdiv k technickému pokroku vyjádřil obrazem Déšť, pára a rychlost–Velká západní železnice (1844).
Turner maloval často i Benátky, které si zamiloval. V četných skicách, akvarelech a olejomalbách zachytil Benátky a jejich atmosféru  jako spojení architektury města, vzdušného prostoru a moře.  Jeho obrazy Benátek byly díky své snové náladě a nádhernému světlu u kritiků a sběratelů značně oblíbené. Za své nejlepší dílo však sám považoval obraz Dido budující Kartágo (1815), který se podobá krajinám francouzského barokního malíře Claude Lorraina, jehož Turner velmi obdivoval. Stejnou pozornost jako příběhu královny Dido zakládající starověké Kartágo zde Turner věnoval měkkému slunečnímu svitu zaplňujícímu obraz. Přestože mu kupci nabízeli velké částky, Turner obraz nikdy neprodal a odkázal ho státu.  Kartágo bylo jedním z důležitých témat jeho obrazů, které ho zaměstnávalo téměř čtyřicet let. Namaloval 10 velkých obrazů o historii Kartága. 
Na výjevech z Benátek je  dobře patrná proměna jeho malířského stylu  V pozdější době jeho barevné kompozice nabývají téměř abstraktních kvalit, barva se osvobodila od předmětu.  Světelné reflexy a mlžný opar  rozkládají hmotu benátských paláců a chrámů (Benátky, Canal Grande).  
Skici a akvarely pořízené na cestách byly podkladem pro tvorbu  grafických listů vydávaných v sériích pod názvem Malebné výhledy na jižním pobřeží Anglie (1814–1826) a Malebné výhledy v Anglii a Walesu (1827–1838). Ilustroval knihy Waltera Scotta, lorda Byrona, Samuela Rogerse, Thomase Campbella, Thomase Moorea, Johna Miltona. 

### Vybraná díla
- 1799 – Zámek Dolbadern ve Walesu, tužka a akvarel 67,7×97,2 cm, Tate Gallery, Londýn
- 1803 –  Přístaviště v Calais s francouzskými rybáři chystajícími se na moře. Příjezd anglické osobní lodi, olej na plátně, 172×240 cm, National Gallery, Londýn
- 1806 – Bitva u Trafalgaru pozorovaná od úponů vratiplachty na pravoboku lodi Victory, olej na plátně, 172,7×238,8 cm, Tate Gallery, Londýn
- 1812 – Sněhová bouře: Hannibal a jeho armáda přecházejí Alpy, olej na plátně, 146×237,5 cm,Tate Gallery, Londýn
- 1817 – Výbuch Vesuvu, olej na plátně, Yale Center for British Art, New Haven, Connecticut
- 1822 – Bitva u Trafalgaru, olej na plátně, National Maritime Museum, Greenwich, Londýn
- 1829 – Odysseus vysmívající se Polyfémovi – Homérova Odyssea, olej na plátně, 132,5×203 cm National Gallery, Londýn
- 1835 – Požár Horní a Dolní sněmovny 16. října 1834, olej na plátně, 92×132 cm, Philadelphia Museum of Art, Filadelfie
- 1835 – Canal Grande v Benátkách, olej na plátně, 90×120,3 cm, Metropolitan Museum of Art, New York
- 1838 – Válečná loď Téméraire je vlečena do svého posledního přístaviště, kde bude rozebrána, olej na plátně, 91×122 cm, The National Gallery, Londýn
- 1840 – Otrokářská loď – Otrokáři házející přes palubu mrtvé a umírající. Tajfun se blíží, olej na plátně, 90,8×122,6 cm, Museum of Fine Arts, Boston
- 1844 – Déšť, pára a rychlost – Velká západní železnice, olej na plátně, 90,8×122 cm National Gallery, Londýn
- 1840 – Východ slunce s netvory, olej na plátně, 91,5×122 cm, Tate Gallery, Londýn
- 1843 – Světlo a barva (Goethova teorie) – ráno po Potopě – Mojžíš píšící knihu Genesis, olej na plátně, 78,5×78,5 cm, Tate Gallery, Londýn

## Galerie

Akvarely
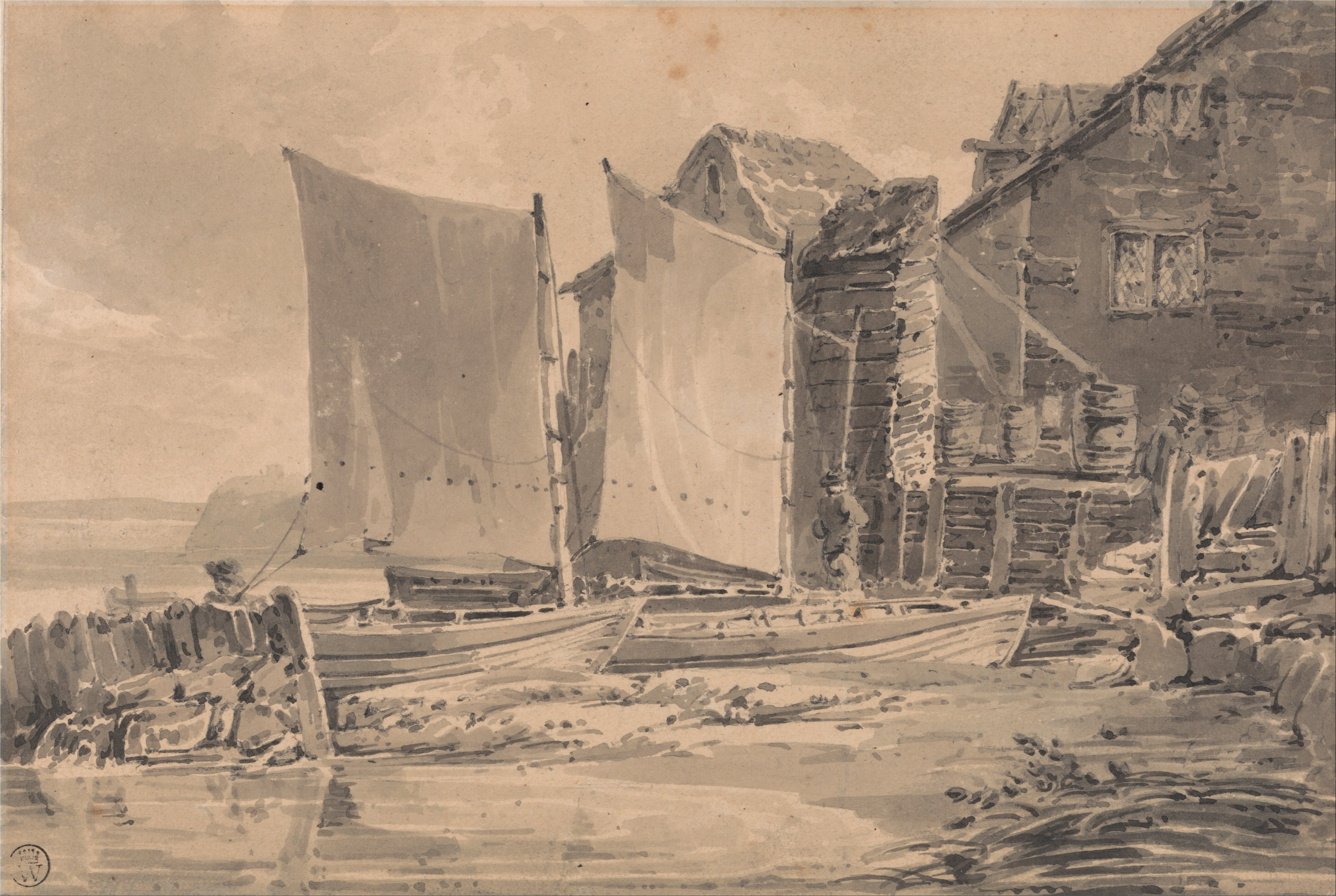
Rybářská vesnice, Dover (1790)
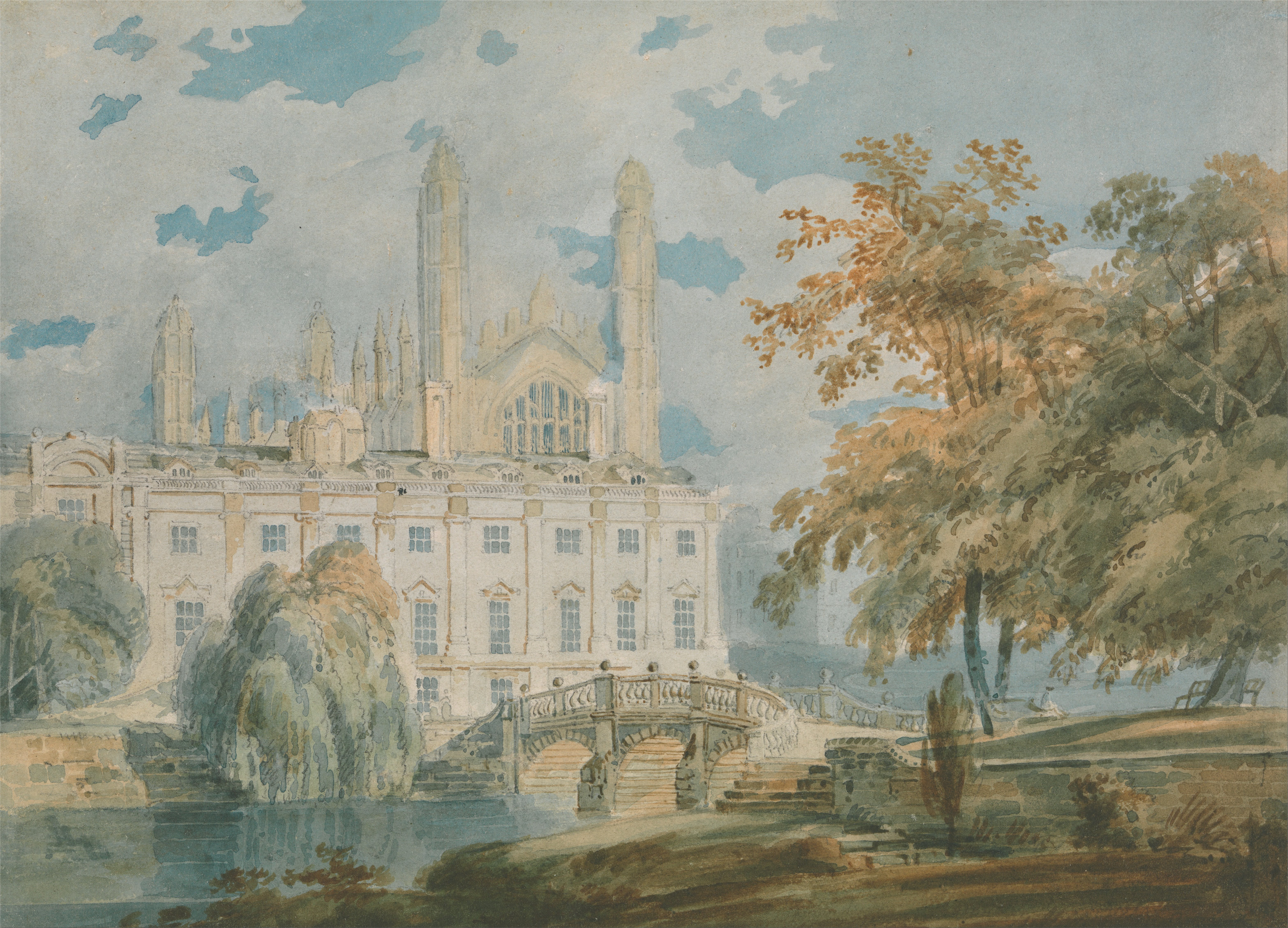
Clare Hall a King’s College Chapel, Cambridge (1793)
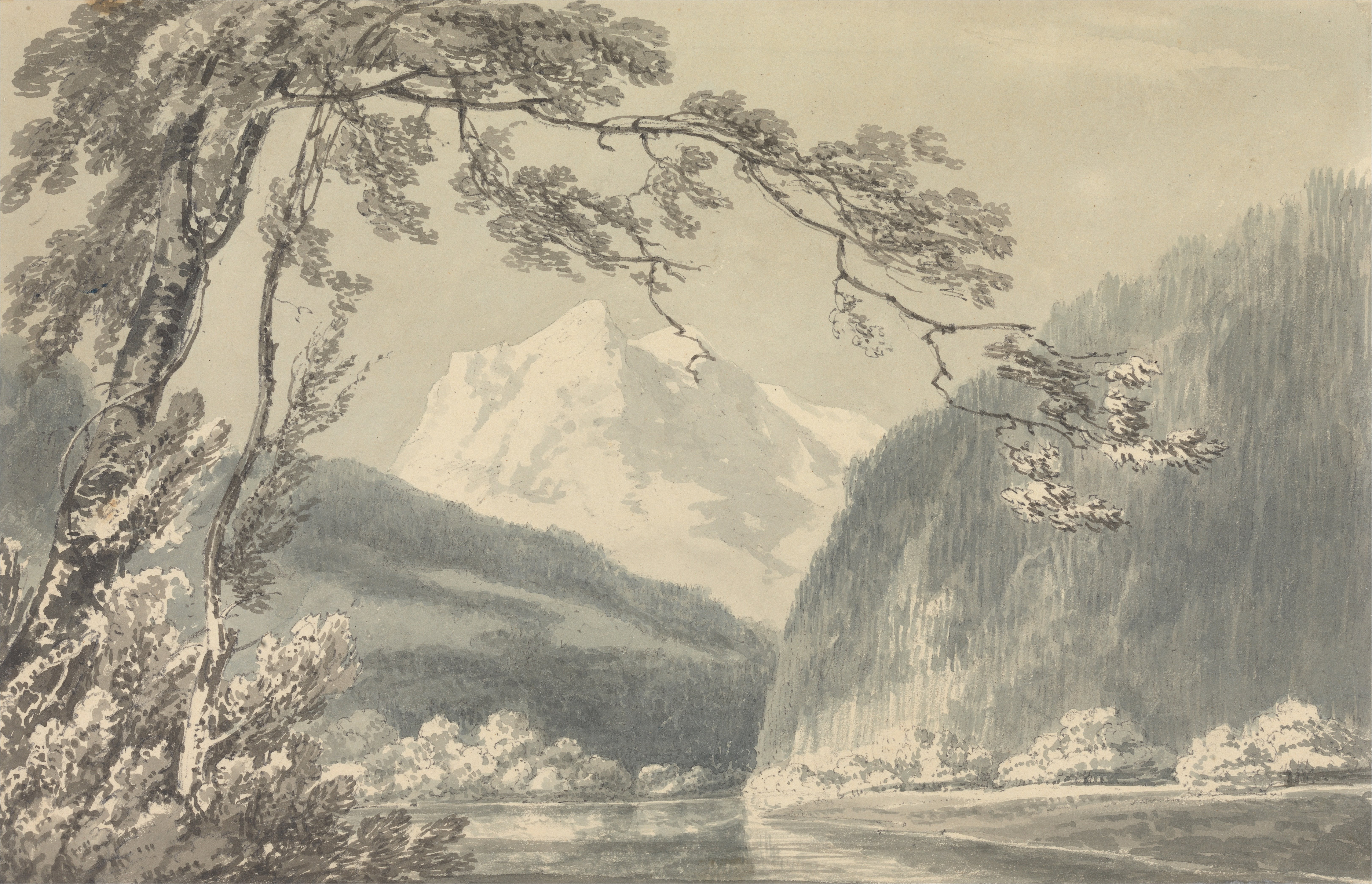
Blízko Grindelwaldu (1796)
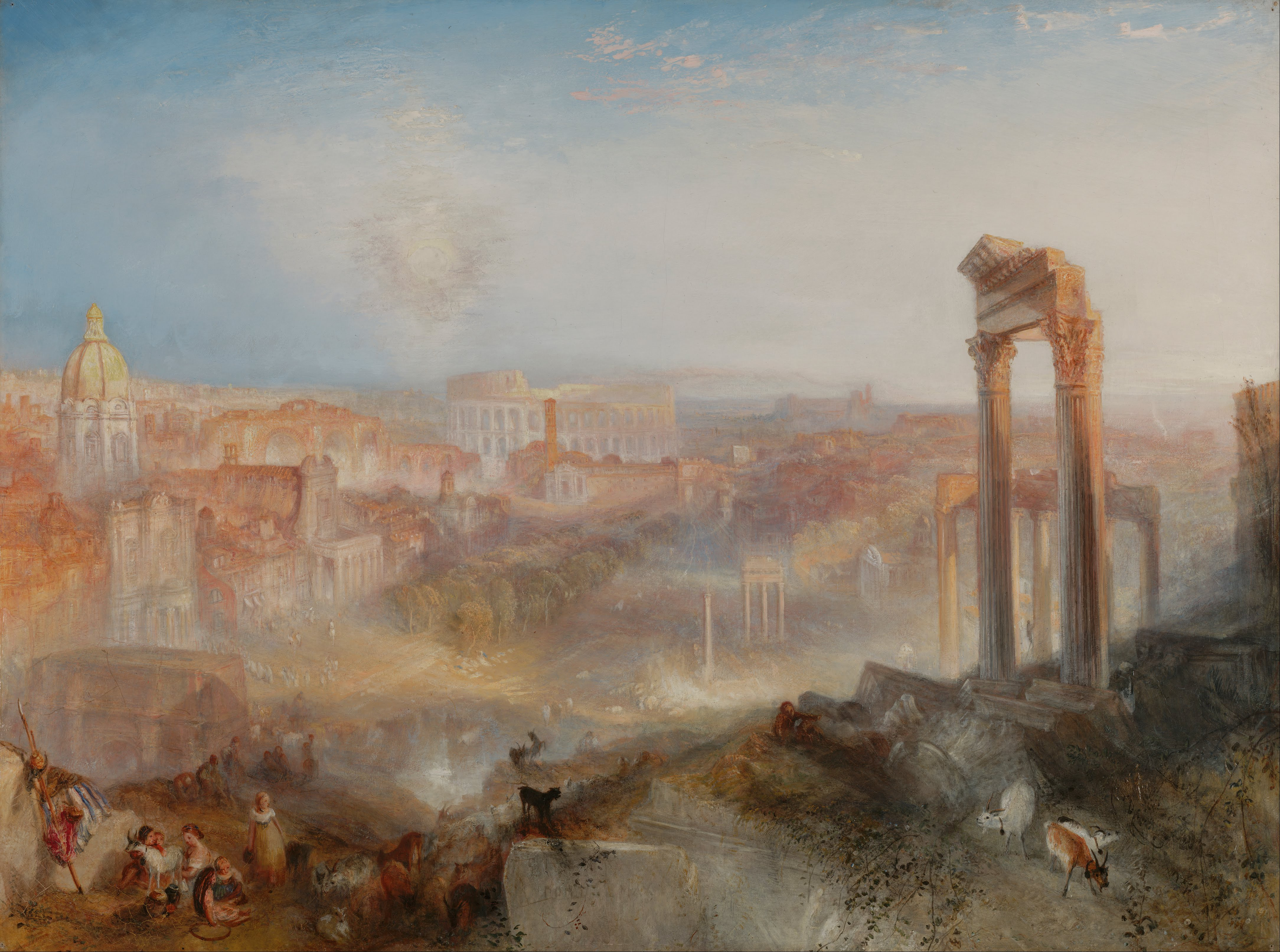
Moderní Řím, Campo Vaccino (1839)
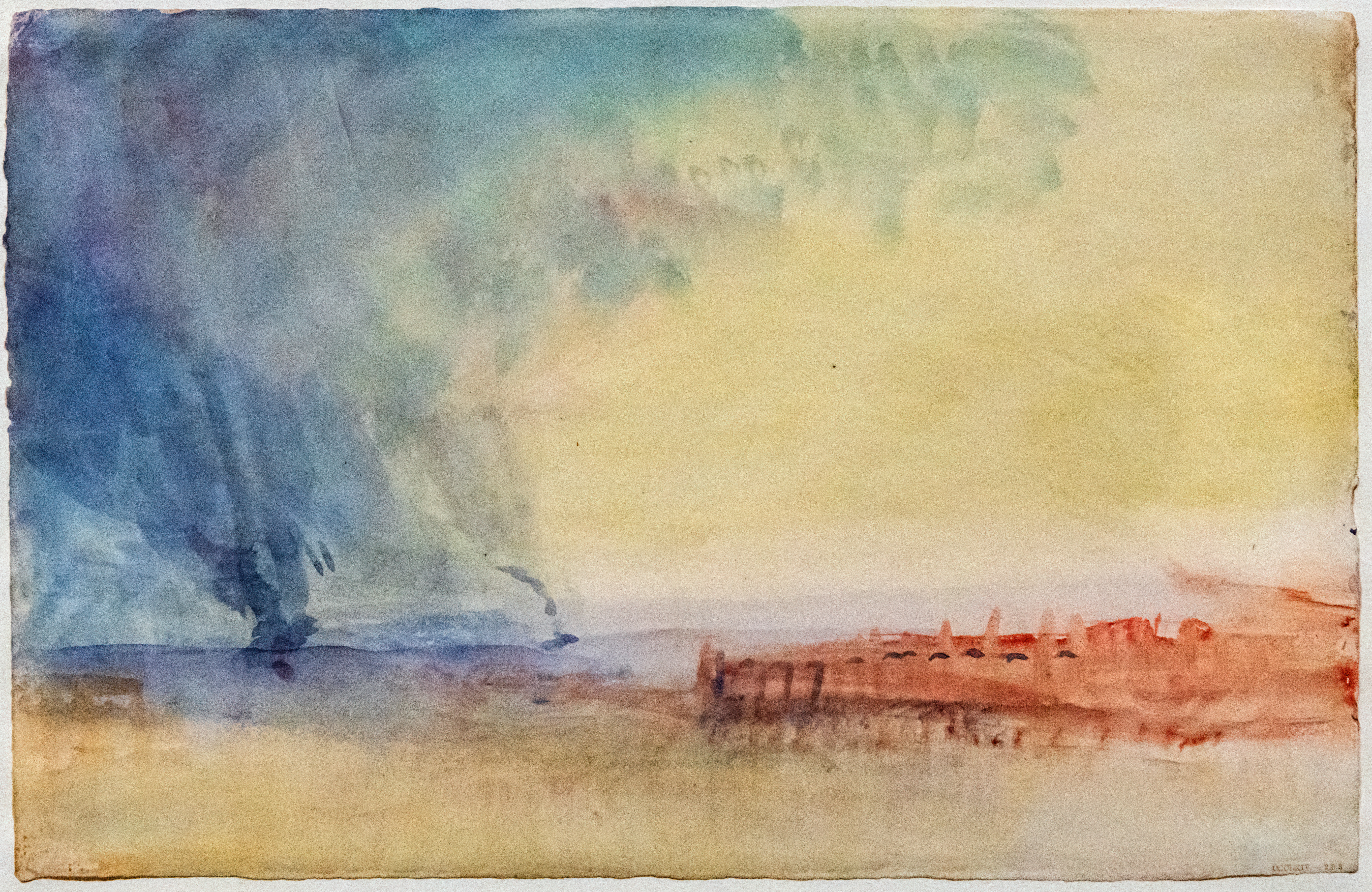
Molo s parníkem na moři v dálce (1842)
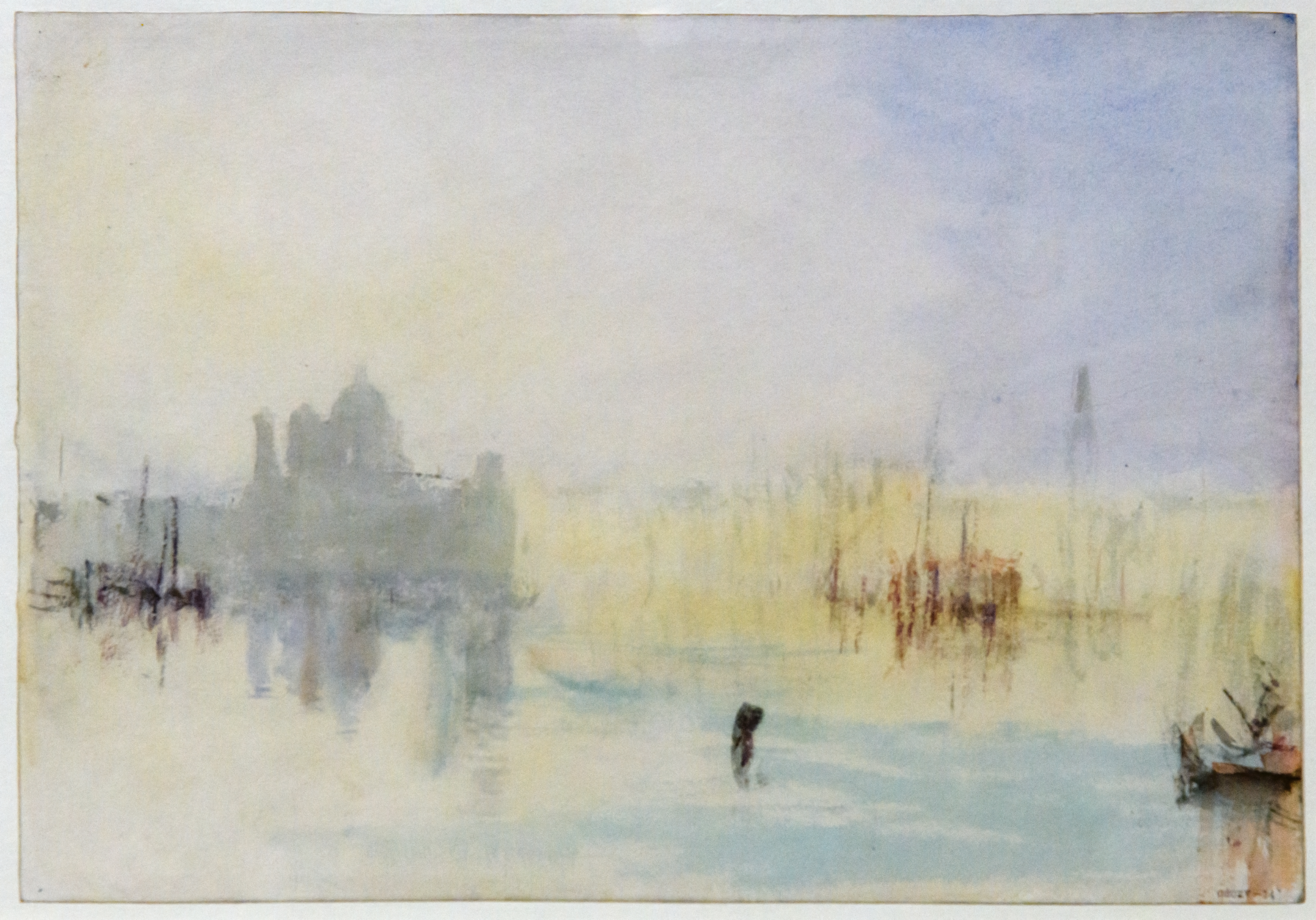
Benátky, Santa Maria della Salute a  Dogana (1840)
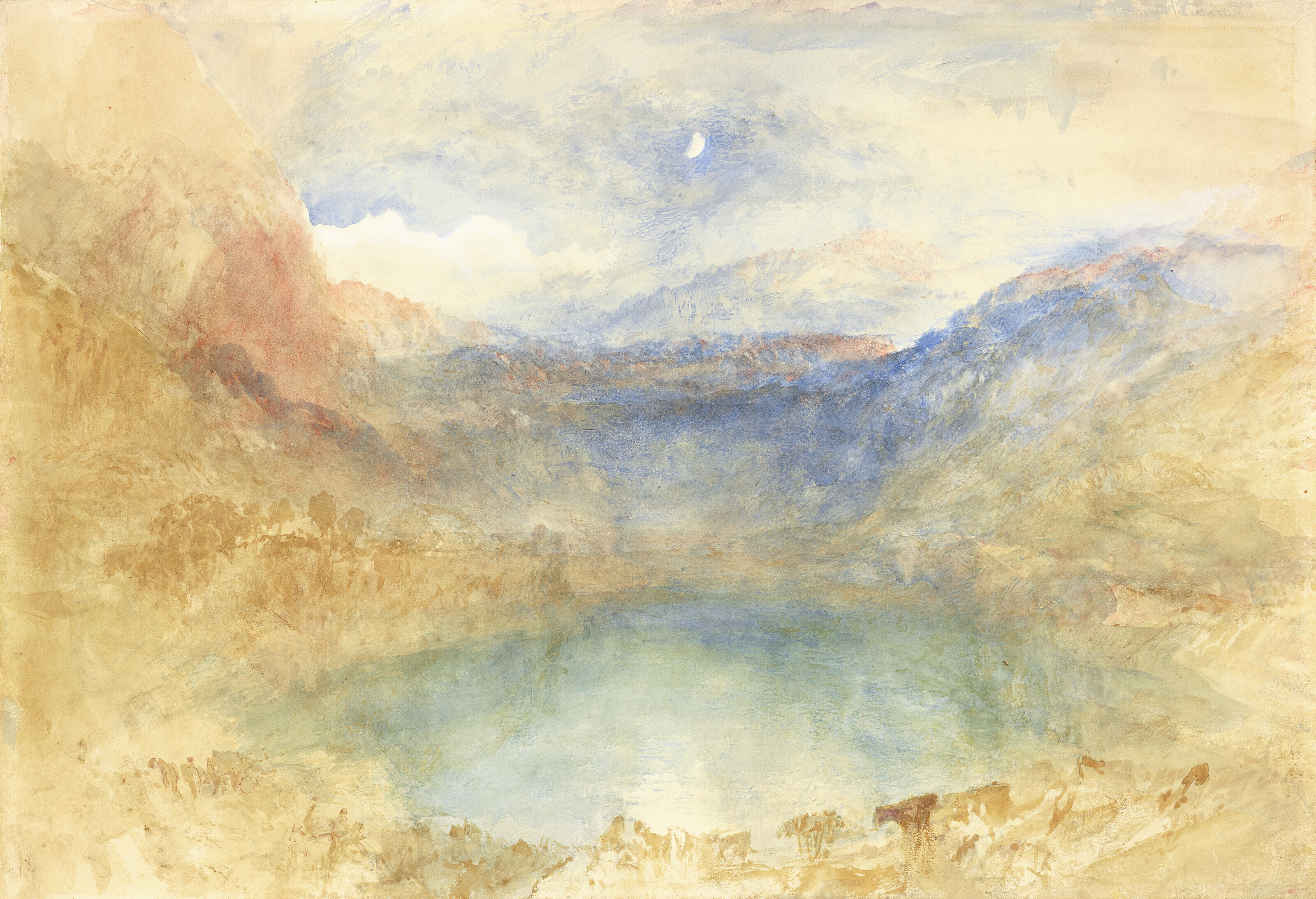
Jezero Lungern za měsíčního svitu (1848)

Olejomalby
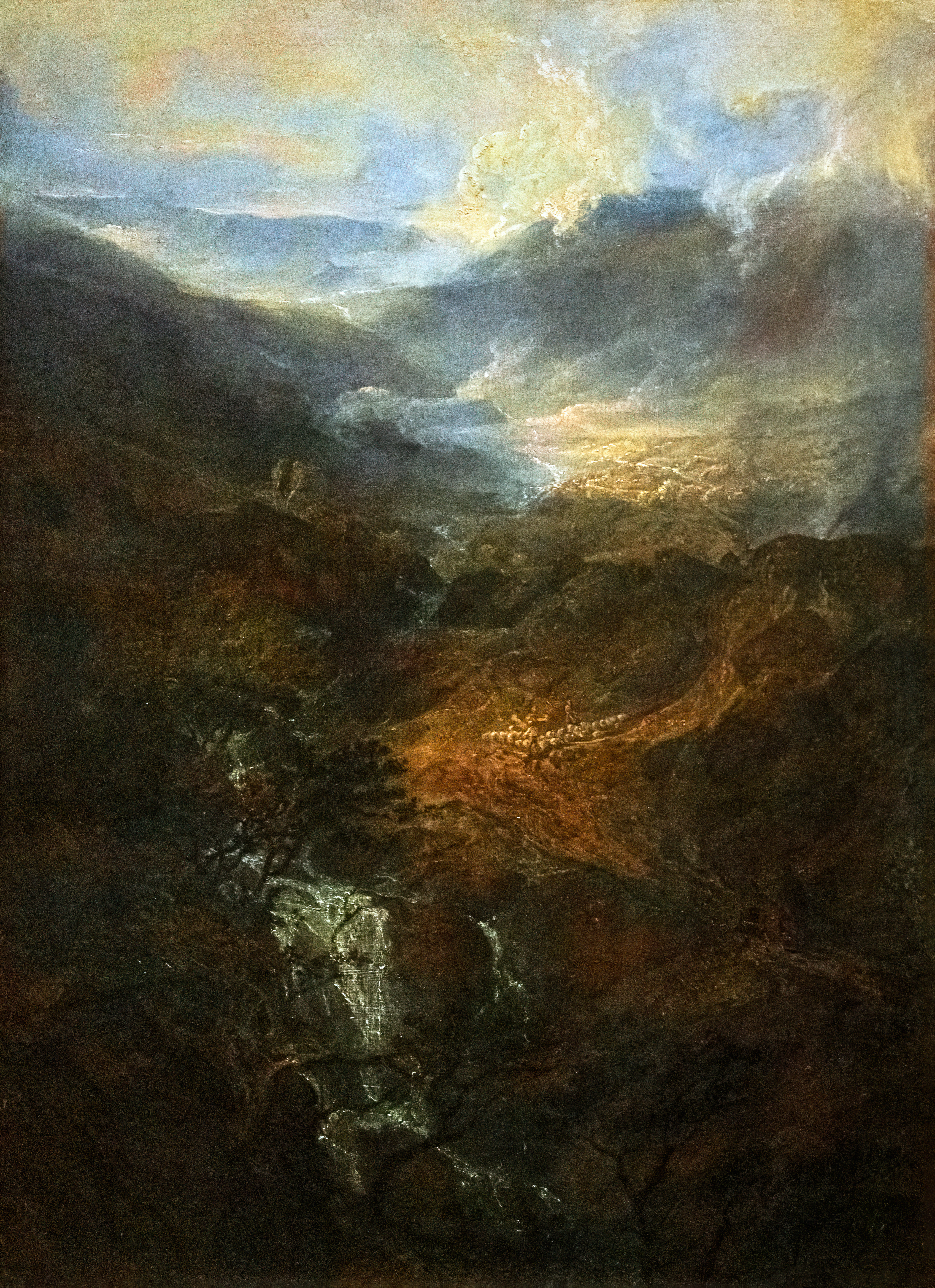
Ráno v Coniston Fells, Cumberland (1798)
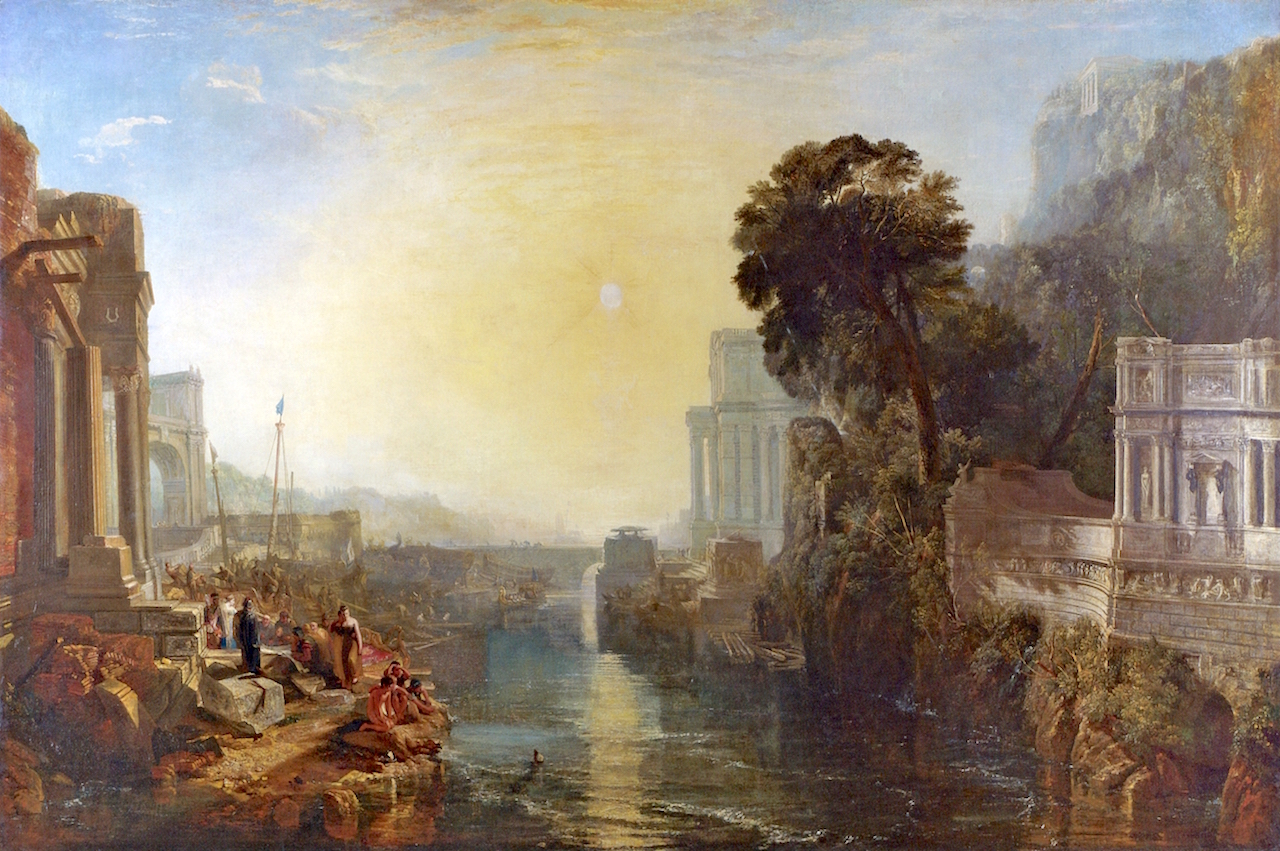
Dido budující Kartágo (1815)
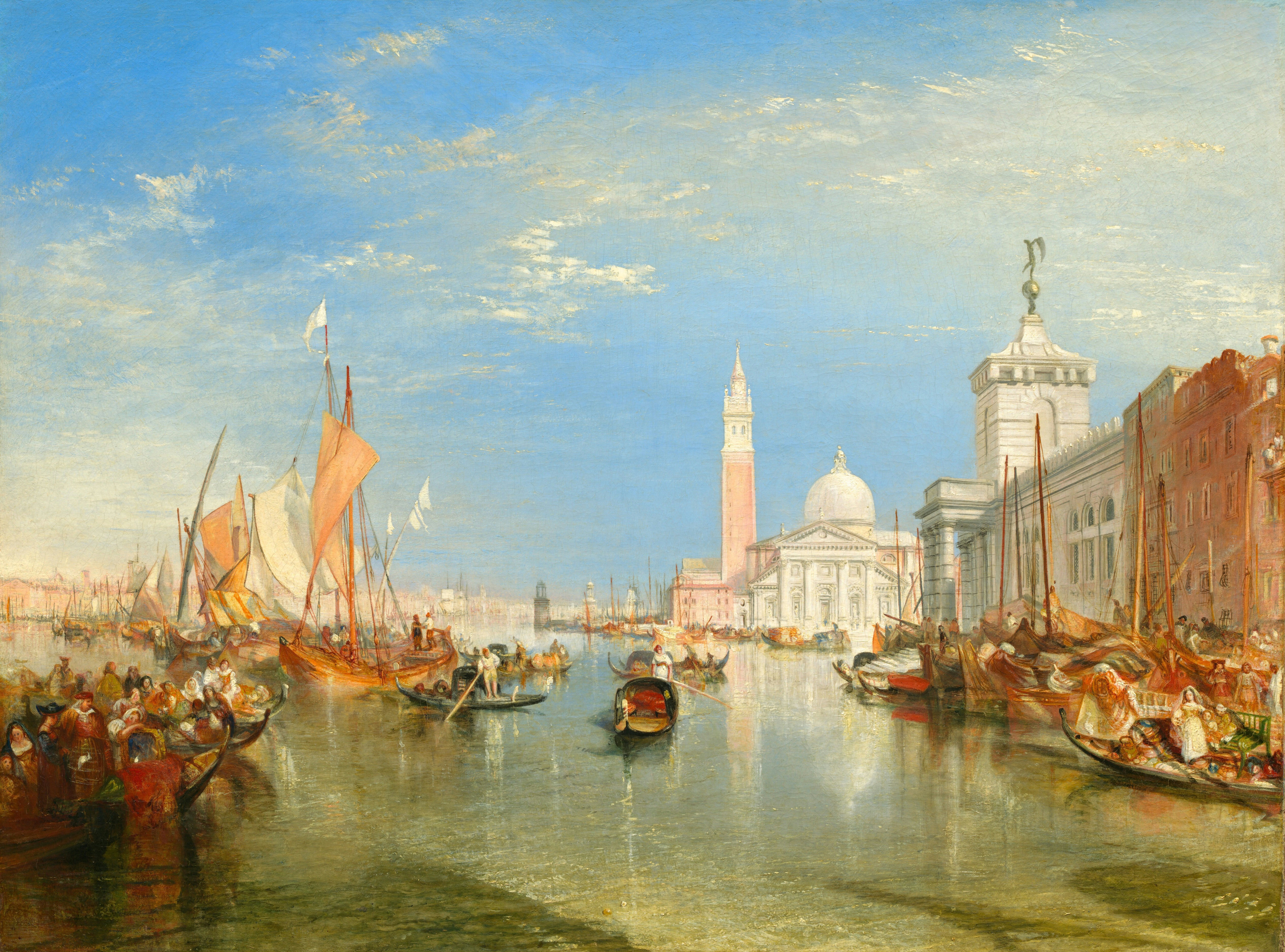
Dogana a San Giorgio Maggiore, Benátky (1834)
Požár britského parlamentu (1834)
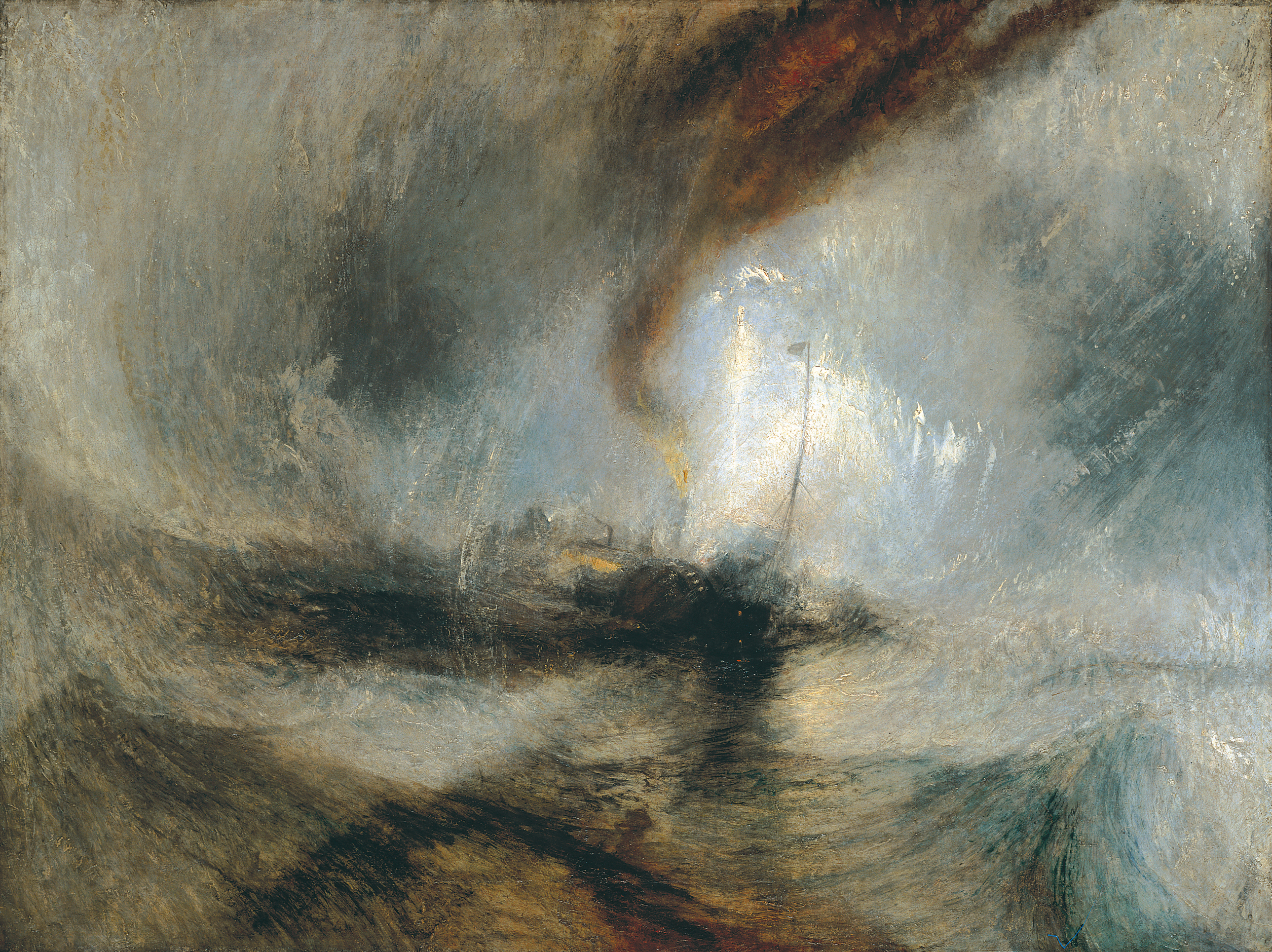
Parník ve sněhové bouři (1842)
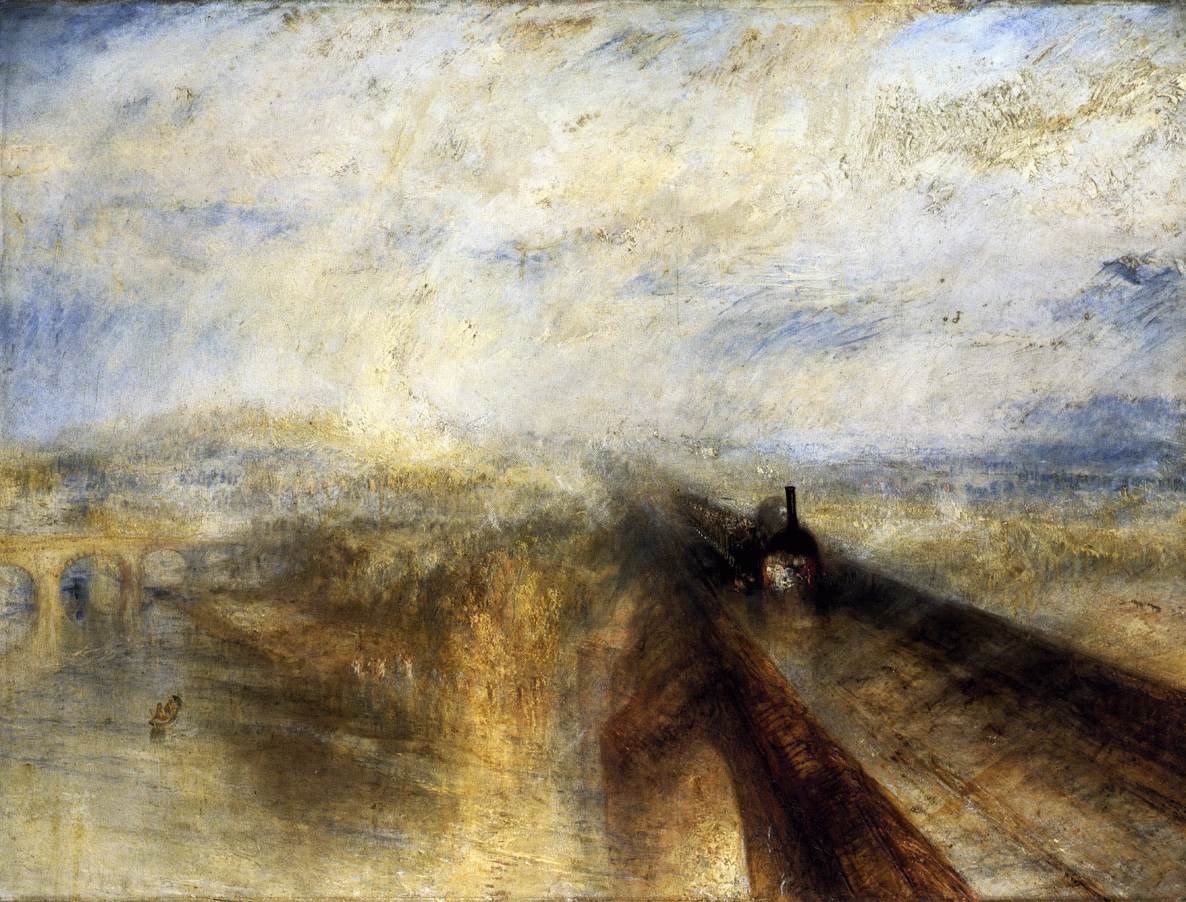
Déšť, pára a rychlost, Velká západní železnice (1844)
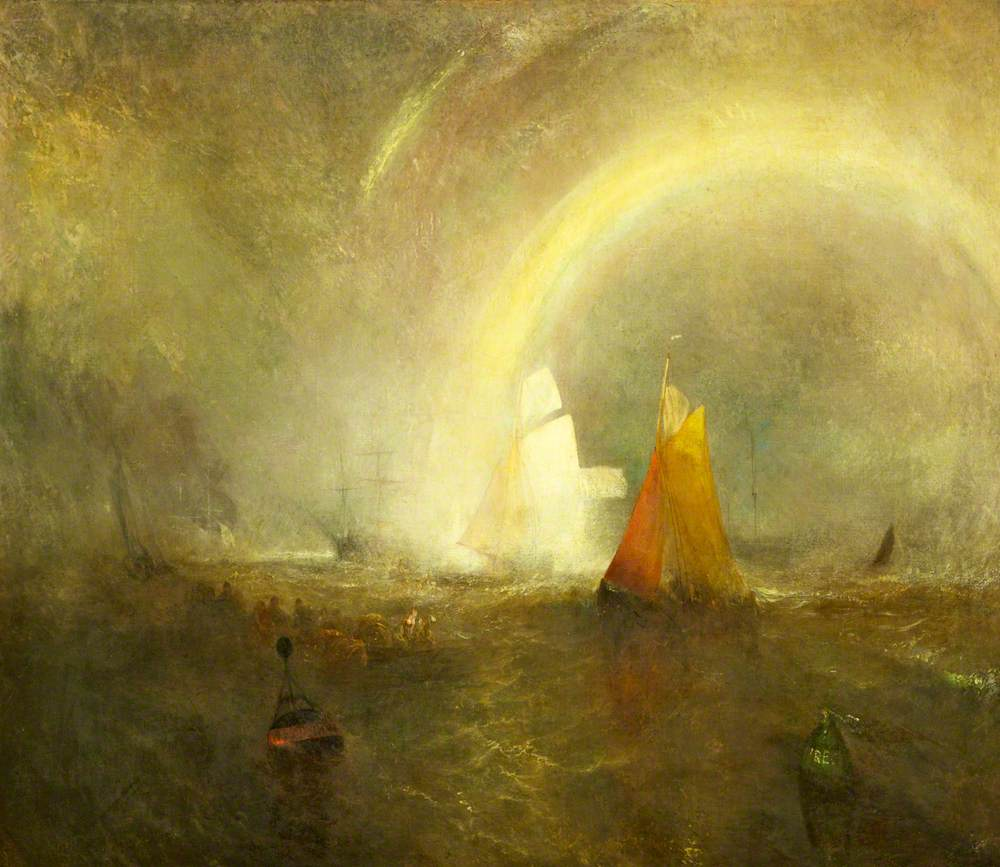
Vraková bóje, 1849